# 薄型差動減速機
薄型差動減速機とは、加茂精工株式会社により製造された、ローラとトロコイドギアによる差動減速とクロスローラベアリング支持により出力を行うピン＆ホール式駆動の差動減速機である。

## 概要
薄型差動減速機は差動式減速機構と薄型クロスローラベアリングの採用により偏平薄型形状を可能とした減速機である。
トロコイドギア、ローラ及びキャリアピンから構成される構造は噛合い率が高いことで剛性が高いことから負荷を存分に受けることができ、動力伝達部の多数噛合いにより高い伝達精度を実現している。

## 構成部品
- キャリアピン
- ブッシュ
- ケース
- 円筒ころ軸受
- 出力軸
- 入力軸
- トロコイドギア
- ローラ
- 薄型クロスローラベアリング

## 動作原理・説明
ピン＆ホール減速機では、差動減速機構と偏心等速機構により入力軸の回転を正確かつ円滑に減速して出力軸へ伝える構造となっている。
差動減速機構部は、ケース内で回転するローラから構成される内歯車と、偏心された入力軸に支持されるトロコイドギアを使った減速機構である。入力軸が１回転すると、トロコイドギアは公転しつつ反対方向へ１歯分自転し、この回転比が速比となる。

## 減速比
速比：1/R ＝１－Z₂/Z₁
Z₁：トロコイドギア歯数 
Z₂：ローラ本数 

## 種類
- ＰＳＲシリーズ（超薄型差動減速機）
- ＰＳＬシリーズ（超軽量薄型差動減速機）

## 特長

### 超偏平＆コンパクト
差動式減速機構と薄形クロスローラベアリングの採用により超偏平形を可能とした。

### 高剛性
かみ合い率が高く負荷が分散されるため剛性が高い。

### 低バックラッシ
各部クリアランスの最適化によりバックラッシ３ arcmin以下の高精度位置決めが可能。

### メンテナンスフリー
グリース封入でメンテナンスフリー。給油の必要は無く取付姿勢の制限もない。

### 高精度
精密トロコイドギアと高精度ローラの複数かみ合いにより高い伝達精度を実現している。

### 高効率
適性な圧力角設定でスムーズな動作かつ高効率。

### 軽量
主要部品にアルミを採用した軽量モデルの ＰＳＬシリーズは、従来品の ＰＳＲシリーズに対して約30％軽量化している。